# Disophrys laticeps
Disophrys laticeps är en stekelart som beskrevs av Cameron 1907. Disophrys laticeps ingår i släktet Disophrys och familjen bracksteklar. Inga underarter finns listade i Catalogue of Life.